# スーズダリ公国

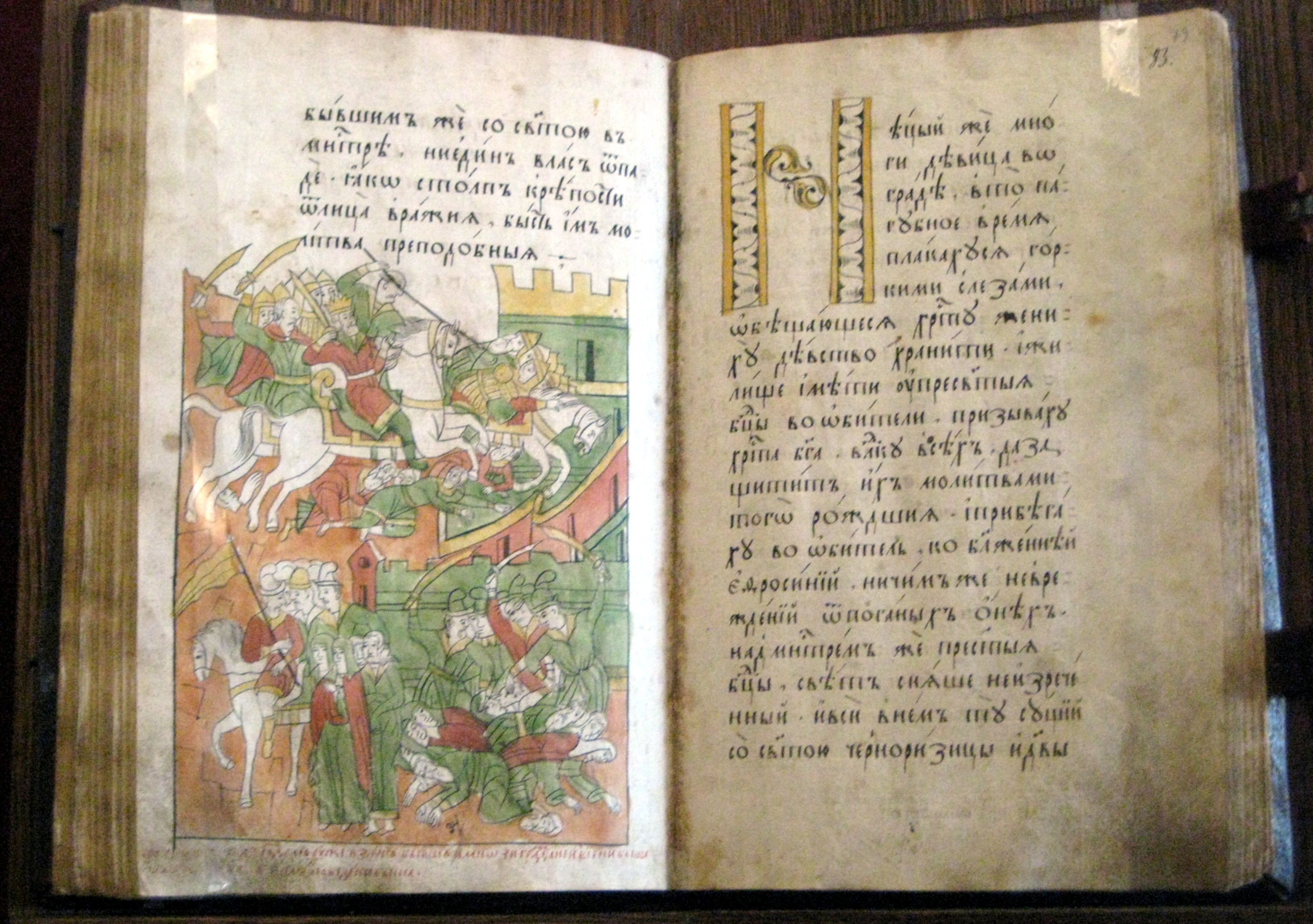
1238年のバトゥによるスーズダリ占領

スーズダリ公国（スーズダリこうこく、ロシア語: Суздальское княжество）はスーズダリを首都として成立した、中世ルーシの公国である。

## 歴史

### 前史
年代記におけるスーズダリの初出は1024年である。当初はキエフ大公の所有地であったが、後にペレヤスラヴリ公領となった。しかし公（クニャージ）は配置されず、統治はナメストニクが行っていた。また、スーズダリを含む北東ルーシ（後のウラジーミル大公国領域に相当）の首都的役割はロストフが担っていたが、1125年にウラジーミル・モノマフの子のユーリー・ドルゴルーキーがスーズダリを首都としたことで、この時期の北東ルーシはロストフ・スーズダリ公国と呼ばれる。ついでユーリーの子のアンドレイ・ボゴリュブスキーがウラジーミルに首都を移し、大公（ヴェリーキー・クニャージ）を名乗った。これにより、国名はウラジーミル大公国、あるいはウラジーミル・スーズダリ大公国と呼ばれるようになる。

### 公国の成立
アンドレイ・ボゴリュブスキーの死後の権力闘争は、アンドレイの弟のフセヴォロドの勝利に終わった。そのフセヴォロドの死後、スーズダリはフセヴォロドの子のユーリーの所領となり、1216年から1218年にかけてスーズダリ公国として存在した後、再びウラジーミル大公国に編入された。モンゴルのルーシ侵攻が始まると、スーズダリは1238年2月上旬に、バトゥのモンゴル帝国軍によって焼かれた。1238年からは、スヴャトスラフの統治するスーズダリ公国が再び成立した。ウラジーミル大公ヤロスラフ2世が1246年に死亡すると、スヴャトスラフはウラジーミル大公位を得た。1252年にスヴャトスラフが死亡すると、次のウラジーミル大公アレクサンドル・ネフスキー（ヤロスラフの子）は、スーズダリを兄弟のアンドレイに与えた。以降のスーズダリ公位は、アンドレイの子孫によって継承されていくことになる。
1257年、ジョチ・ウルスはスーズダリで徴税のための人口調査を行い、バスカクを配置した。これは1262年の蜂起の要因となった。

### 遷都と消滅
ウラジーミル大公イヴァン・カリター死後の1341年、ジョチ・ウルスのハン・ウズベクは、スーズダリ公コンスタンチンにニジニー・ノヴゴロド、ゴロデツ、ウンジュを与えた。コンスタンチンは1350年にニジニー・ノヴゴロドへ遷都し、またモルドヴィン人の地の大部分を従属させた。その地にはルーシの入植者が定住し、公国領は拡大した。コンスタンチン期の公国には、スズダリ、ニジニー・ノヴゴロド、ゴロデツ、ベレジェツ、ユリエヴェツ、シューヤが含まれていた。この公国はニジニー・ノヴゴロド・スーズダリ公国と呼ばれ、42年の間存続した。
1392年に、ニジニー・ノヴゴロド・スーズダリ公国はモスクワ大公ヴァシーリー1世によって、モスクワ大公国に併合された。